# Àcid neuramínic
L''àcid neuramínic (5-amino-3,5-dideoxi-D-glicero-D-galacto-non-2-àcid ulosònic) és un monosacàrid de 9 carbonis (una nonosa), un derivat d'una cetonosa. L'àcid neuramínic es pot visualitzar com el producte d'una condensació aldol produïda per àcid pirúvic i D-mannosamina (2-amino-2-deoxi-mannosa). L'àcid neuramínic no es presenta de manera natural però els seus derivats estan àmpliament distribuïts en els teixits animals i en bacteris, especialment en les glicoproteïnes i gangliòsids. Els derivats substiruïts N- o O de l'àcid neuramínic es coneixen col·lectivament sota el nom d'àcid siàlic, la forma predominant en les cèl·lules dels mamífers és l'àcid N-acetilneuramínic.
El terme "àcid neuramínic" va ser introduït pel científic aleman E. Klenk l'any 1941, fent referència als lípids del cervell.
El símbl comunament usat per l'àcid neuramínic és Neu. Per exemple, l'àcis N-acetil-neuramínic, Neu5Ac, és típic de les glicoproteïnes humanes.
ntre les seves moltes funcions biològiques, aquestes estructures són substrats per als enzims neuraminidasa. Els virus del grip humà tenen un enzim neuraminidasa, amb la notació "H#N#", on H es referix a una isoforma d'hemaglutinina i N es refereix a una isoforma de neuraminidasa viral.